# Cloverdale (Oregon, Tillamook megye)
Cloverdale az Amerikai Egyesült Államok északnyugati részén, Oregon állam Tillamook megyéjében elhelyezkedő statisztikai település.
A 2010. évi népszámlálási adatok alapján 250 lakosa van. Területe 2,1 km², melynek 100%-a szárazföld.

## Történet
Cloverdale alapítója az 1884 körül itt letelepedő Charles Ray volt; ő is nevezte el a területet. Később egy boltot, hotelt, bankfiókot és sajtgyárat is alapított. Cloverdale postahivatalát 1899-ben alapították.

## Éghajlat
A térség nyarai melegek (de nem forróak) és szárazak; a havi maximum átlaghőmérséklet 22 °C. A Köppen-skála alapján a város éghajlata meleg nyári mediterrán. A legcsapadékosabb a november–január, a legszárazabb pedig a július–augusztus közötti időszak. A legmelegebb hónap július, a leghidegebb pedig január.
| Hónap                                   | Jan.  | Feb.  | Már.  | Ápr. | Máj. | Jún. | Júl. | Aug. | Szep. | Okt. | Nov. | Dec.  | Év    |
| --------------------------------------- | ----- | ----- | ----- | ---- | ---- | ---- | ---- | ---- | ----- | ---- | ---- | ----- | ----- |
| Rekord max. hőmérséklet (°C)            | 20,0  | 24,0  | 27,0  | 32,0 | 37,0 | 37,0 | 39,0 | 41,0 | 37,0  | 34,0 | 27,0 | 22,0  | 41,0  |
| Átlagos max. hőmérséklet (°C)           | 10,1  | 11,8  | 12,4  | 14,2 | 16,7 | 18,7 | 21,2 | 21,4 | 20,9  | 17,5 | 13,1 | 10,4  | 15,7  |
| Átlaghőmérséklet (°C)                   | 6,6   | 7,7   | 8,0   | 9,5  | 11,9 | 13,8 | 20,6 | 15,8 | 15,0  | 11,4 | 9,1  | 6,9   | 11,4  |
| Átlagos min. hőmérséklet (°C)           | 3,1   | 3,6   | 3,7   | 4,7  | 7,0  | 8,8  | 9,9  | 10,2 | 9,1   | 7,2  | 5,1  | 3,4   | 6,3   |
| Rekord min. hőmérséklet (°C)            | −13,0 | −12,0 | −14,0 | −2,0 | −1,0 | 1,0  | 2,0  | 2,0  | 1,0   | −3,0 | −8,0 | −13,0 | −14,0 |
| Átl. csapadékmennyiség (mm)             | 315   | 232   | 243   | 153  | 106  | 85   | 30   | 36   | 83    | 177  | 306  | 330   | 2096  |
| Forrás: Western Regional Climate Center |       |       |       |      |      |      |      |      |       |      |      |       |       |

## Népesség

### 2010
A 2010-es népszámláláskor 250 lakója, 105 háztartása és 79 családja volt. A népsűrűség 119 fő/km². A lakóegységek száma 116, sűrűségük 55,2 db/km². A lakosok 94%-a fehér, 2%-a indián, 2%-a egyéb-, 2% pedig kettő vagy több etnikumú. Az egyéb spanyol vagy latino származásúak aránya 2%.
A háztartások 18,1%-ában élt 18 évnél fiatalabb. 59% házas, 10,5% egyedülálló nő, 5,7% pedig egyedülálló férfi; 24,8% pedig nem család. 29% egyedül élt; 14,3%-uk 65 éves vagy idősebb. Egy háztartásban átlagosan 2,38 személy élt; a családok átlagmérete 2,67 fő.
A medián életkor 51,4 év volt. A lakók 19,2%-a 18 évesnél fiatalabb, 6% 18 és 24 év közötti, 17,2%-uk 25 és 44 év közötti, 36%-uk 45 és 64 év közötti, 24,4%-uk pedig 65 éves vagy idősebb. A lakosok 54%-a férfi, 46%-uk pedig nő.

### 2000
A 2000-es népszámláláskor 242 lakója, 93 háztartása és 70 családja volt. A népsűrűség 116,8 fő/km². A lakóegységek száma 106, sűrűségük 51,2 db/km². A lakosok 97,52%-a fehér, 0,41%-a afroamerikai, 1,24%-a indián, 0,83% pedig kettő vagy több etnikumú.
A háztartások 26,9%-ában élt 18 évnél fiatalabb. 61,3% házas, 7,5% egyedülálló nő; 24,7% pedig nem család. 17,2% egyedül élt; 7,5%-uk 65 éves vagy idősebb. Egy háztartásban átlagosan 2,6 személy élt; a családok átlagmérete 2,8 fő.
A lakók 21,5%-a 18 évnél fiatalabb, 7,4%-a 18 és 24 év közötti, 22,3%-a 25 és 44 év közötti, 33,9%-a 45 és 64 év közötti, 14,9%-a pedig 65 éves vagy idősebb. A medián életkor 44 év volt. Minden 100 nőre 98,4 férfi jut; a 18 évnél idősebb nőknél ez az arány 93,9.
A háztartások medián bevétele 50 568 amerikai dollár, ez az érték családoknál $52 386. A férfiak medián keresete $19 107, míg a nőké $18 125. Az egy főre jutó bevétel (PCI) $17 325. A teljes népesség 6,6%-a élt létminimum alatt; a 65 év felettieknél ez a szám 21,4%.

## Fordítás
Ez a szócikk részben vagy egészben  a   Cloverdale, Oregon című angol Wikipédia-szócikk ezen változatának fordításán alapul.  Az eredeti cikk szerkesztőit annak laptörténete sorolja fel. Ez a jelzés csupán a megfogalmazás eredetét és a szerzői jogokat jelzi, nem szolgál a cikkben szereplő információk forrásmegjelöléseként.